# 金利來集團

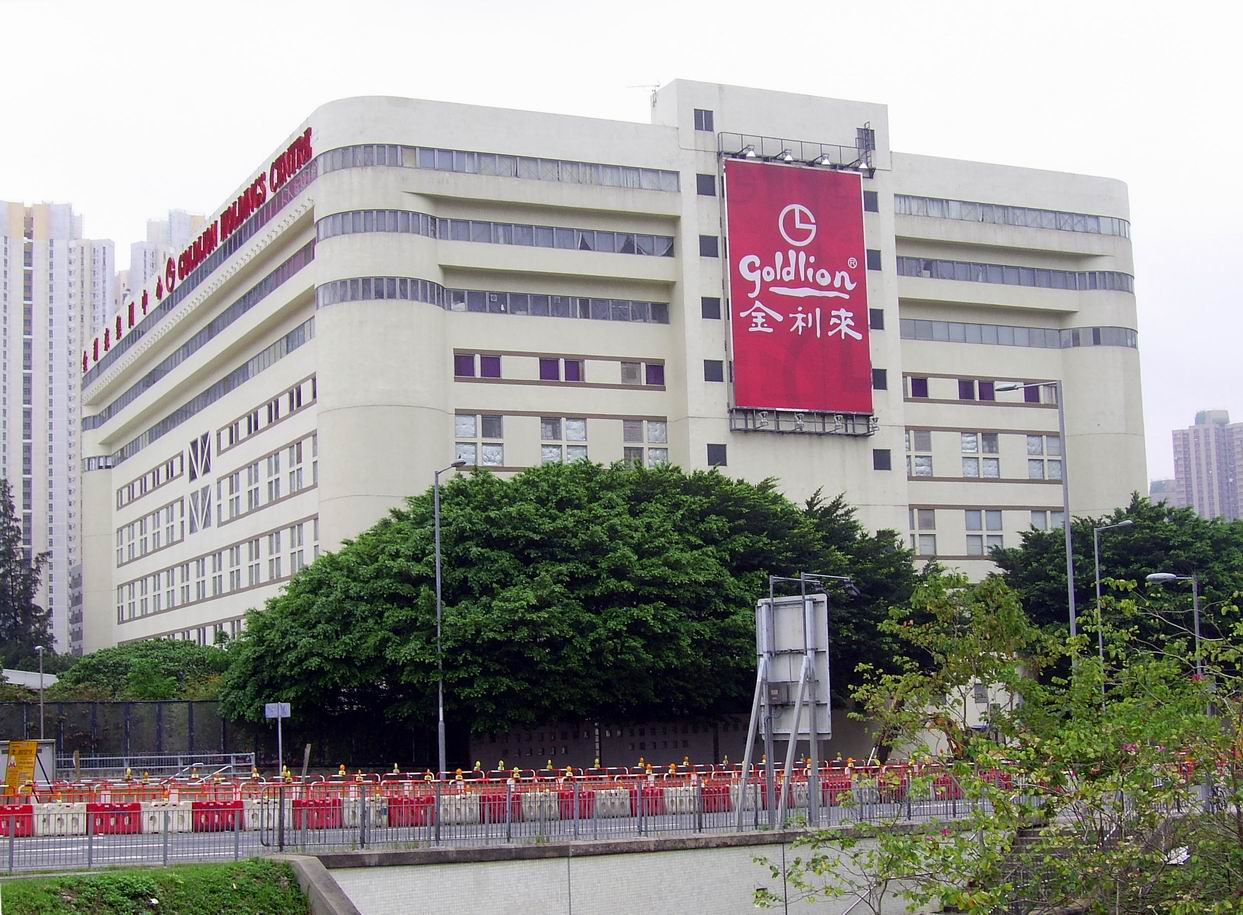
小瀝源金利來集團中心

金利來集團有限公司（Goldlion Holdings Limited，港交所：0533）為香港上市公司，經營業務包括服裝服飾的銷售及物業投資與發展。公司總部位於香港新界沙田小瀝源源順圍13至15號金利來集團中心。

## 集團歷史
1968年曾憲梓從家鄉梅縣遷到香港，創辦金利來的前身「金獅領帶公司」，但銷路不如理想，後來發現「獅」與「輸」諧音，顧客覺得不吉利，於是改名為「金利來 Goldlion」，迅即銷量大增。
相傳「金利來 Goldlion」這個名稱有另一個來歷。當時1960～70年代，香港警方掃蕩冒牌製衣產品工場，一隊軍裝警員去到曾憲梓的工場，負責帶隊的外籍督察略懂廣東話，於是就大叫 「Go！拉人！」。曾憲梓後來要為自己品牌冠名，就索性用了Gold Lion這個名字。
1971年採用新設計商標及在香港正式註冊，同時註冊成立「金利來（遠東）有限公司」。1970年代中後期金利來之銷售產品由領帶推廣至皮具及男士飾物系列。1981年註冊成立「金利來新加坡有限公司」，負責新加坡及馬來西亞之銷售。1985年「中國銀利來公司」註冊成立，負責領帶生產及銷售。1990年由新成立的「金利來（中國）服飾皮具有限公司」全面接手及發展在中國的市場業務。
1992年「金利來集團有限公司」於6月在香港註冊成立，同年9月其股票在香港聯合交易所公開發售。1993年金利來於香港沙田區小瀝源建立「金利來集團中心」作為集團業務發展的總部，樓高7層，樓面總面積達301,000平方呎。
1996年在中國推出「金利來香煙」，同年10月，金利來以特許經營形式在國內銷售「金利來眼鏡」系列。1997年「廣州金利來集團中心」正式啟用，成為金利來中國總部，中心樓高29層，樓面面積達70,000平方米。金利來在廣東省梅州市興建「梅州綜合工業中心」，樓面面積25,000平方米，进一步加強金利來產品的品質控制及提高集團的運作效益。推出以年青人為目標的維達尼（VAN GARIE）品牌。推出由法國出品的「金利來葡萄酒」。
2002年金利來利用廣州市天河區的「金利來數碼網絡大樓」（前名「廣州金利來集團中心」）闢出近5,500平方米的面積發展「金利來商務港」計劃。

## 管理層
- 曾智明 （董事會主席、行政總裁兼執行董事）
- 黃麗群 （執行董事）
- 吳明華 （非執行董事）
- 劉宇新 （獨立非執行董事）
- 李家暉 （獨立非執行董事）
- 吴明华 （獨立非執行董事）
- 颜安德 （獨立非執行董事）

## 發展路向
香港市場於2007年委聘品牌形象顧問公司研究更新「金利來」品牌風格的方案，於2005年年底於中環蘭桂坊開設「TSR」生活概念店，藉以營造品牌的時尚高雅形象，金利來亦將香港銷售網絡逐步重新整合及擴展。

## 廣告
金利來領帶的電視廣告於1980年代在香港膾炙人口，其對白如下：
斜纹，代表勇敢决断；碎花，代表体贴温馨；方格，代表热心慷慨；丝绒，代表温暖保护；圆点，代表爱慕关怀。金利来，男人的世界。